# Anna von Fürstenberg
Anna von Fürstenberg (* vor 1568; † 29. November 1626) war seit 1621 Äbtissin des Damenstiftes Oelinghausen, des früheren Prämonstratenserinnenklosters Oelinghausen.

## Familie
Sie war das siebte Kind von Friedrich von Fürstenberg und seiner Frau Anna von Westphalen. Zu ihren Geschwistern gehörten unter anderem der spätere Landdrost Kaspar von Fürstenberg, der Fürstbischof Dietrich von Fürstenberg und die Äbtissin Ottilia von Fürstenberg.
Wie ihre Schwestern Ottilia wurde Anna mit noch nicht einmal zehn Jahre in das Kloster Oelinghausen gegeben. Allerdings lebten dort zeitweise auch die verwitwete Mutter und weitere jüngere Schwestern. Auch später blieben enge Beziehungen zur Familie bestehen. Anna und Ottilia kümmerten sich etwa nach dem Tod der ersten Frau von Kaspar von Fürstenberg um die Kinder des Paares und spielten bei der Aufsetzung der Heiratverträge eine einflussreiche Rolle in der Familie. Mit Kaspar standen die Schwestern in steten Kontakt und nahmen erheblichen Anteil an der Verwaltung der Familiengüter insbesondere des Stammsitzes bei Ense. Auch das Verhältnis zum bischöflichen Bruder war eng. Dieser schenkte den beiden Schwestern ein Haus in Soest und sie suchten ihn häufig gemeinsam im Schloss Neuhaus oder in der Wewelsburg auf.

## Leben im Konvent
Ihre Schwester Ottilia wurde 1585 Priorin in Oelinghausen und später auch Vorsteherin des Stifts in Neuenheerse. Anna hat die Schwestern meist unterstützt. Als die Schwester 1589 für längere Zeit in Neuenheerse weilte, haben andere Konventsangehörige in Oelinghausen vergeblich versucht Anna gegen die Schwester aufzubringen. Während der oft langen Abwesenheit Ottilias in Neuenheerse hat Anna sie in Oelinghausen faktisch vertreten. Im Jahr 1599 wurde dies vom Konvent durch die Wahl zur Kellnerin bestätigt. Seither findet sich ihr Name auf einigen Urkunden des Klosters. Über ihre genaue Tätigkeit gibt es nur wenig Belege. Aber durch ihre Arbeit hat sie zur wirtschaftlichen Erholung der Einrichtung nicht unerheblich beigetragen.
Nach dem Tod der Schwester wurde Anna zur neuen Vorsteherin gewählt. Am 23. März 1621 leistete sie gegenüber dem Kurfürsten Ferdinand von Bayern ihren Eid auf die Statuten des Kapitels.
In der Kirche des Klosters ließ Anna ihrer Schwester und ihrer Mutter ein Grabdenkmal über dem Kreuzaltar errichten. Außerdem stiftete sie 1622 eine Priesterstelle. Daraus ist 1805 das Oelinghauser Kuratbenefizium hervorgegangen. Zu Gunsten des Seelenheils ihrer Schwester stiftete sie auch eine Memorie im Paderborner Dom. Das Grabmal ihres verstorbenen Bruders Dietrich ließ sie vergolden und farbig bemalen. In der zum Kloster gehörenden Kapelle in Hachen ließ sie wieder Gottesdienste abhalten und stiftete für die Klosterkirche in Oelinghausen eine weitere Glocke. Sie hat auch den Landbesitz des Klosters vergrößert.
Nach ihrem Tod hinterließ Anna ein erhebliches persönliches Vermögen. Dazu zählten Häuser in Oelinghausen und Soest, fünfzehn Höfe oder Kotten, eine Mühle, Ländereien und drei Kisten, in denen Silber und Kleinodien waren. Hinzu kam 48.000 Reichstaler in bar oder an Schuldforderungen. Teile des Vermögens waren selbst erwirtschaftet, Teile stammten aus dem Erbe Ottilias und Dietrichs.
Sie wurde unter dem von ihr für die Schwester und Mutter erbauten Grabmal bestattet.